# Marchantiopsida
Die Marchantiopsida sind eine der Klassen der Lebermoose aus dem Reich der Pflanzen. Die Klasse umfasst rund 400 Arten.

## Merkmale
Die Klasse besitzt nur wenige gemeinsame Merkmale. Diese sind die thallöse Organisation, eine einschichtige Sporangienwand, und spezielle Ölkörper in chlorophyllfreien Zellen. Der übrige Aufbau ist in den einzelnen Unterklassen recht unterschiedlich.
Die Arten der Marchantiidae besitzen einen komplex aufgebaute Thallus. Bei den meisten Arten sind Luftkammern im Inneren des Thallus und Atemporen vorhanden. In ihrem Gewebe finden sich Ölkörper aus Terpenen, die ihnen einen typischen Duft verleihen. Die Sphaerocarpidae besitzen einen teils lappigen, teils geflügelten Thallus, und die Monocleidae besitzen eine recht einfache Thallusorganisation. Der häufig verwendete Begriff „komplex gebaute Lebermoose“ für die ganze Klasse trifft somit eigentlich nur für die Marchantiidae zu.
Der diploide Sporophyt ist bei Marchantiopsida sehr lange von der Wand der Archegoniums verdeckt und erscheint erst kurz vor der Reife der Meiosporen. Diese werden dann mit Hilfe von Elateren aus der Sporenkammer herausgepresst.

## Systematik
Die Marchantiopsida umfassen in zwei Unterklassen 19 Familien, 32 Gattungen und rund 380 Arten:
- Unterklasse Sphaerocarpidae
  - Ordnung Sphaerocarpales
- Unterklasse Marchantiidae
  - Ordnung Marchantiales
  - Ordnung Ricciales
  - Ordnung Monocleales
  - Ordnung Neohodgsoniales
  - Ordnung Lunulariales